# Îlet Pelé
Îlet Pelé är en obebodd ö i Martinique.  Den ligger i den östra delen av Martinique, 24 km öster om huvudstaden Fort-de-France.